# Física dels LED

El funcionament intern d'un LED, que mostra el circuit (a dalt) i el diagrama de bandes (a baix).

Els díodes emissors de llum (LED) produeixen llum (o radiació infraroja) mitjançant la recombinació d'electrons i forats d'electrons en un semiconductor, un procés anomenat "electroluminescència". La longitud d'ona de la llum produïda depèn de la banda buida d'energia dels semiconductors utilitzats. Com que aquests materials tenen un alt índex de refracció, calen característiques de disseny dels dispositius, com ara recobriments òptics especials i forma de matriu, per emetre llum de manera eficient. Un LED és una font de llum de llarga vida, però certs mecanismes poden provocar una pèrdua lenta d'eficiència del dispositiu o una fallada sobtada. La longitud d'ona de la llum emesa és una funció de la banda intermèdia del material semiconductor utilitzat; materials com l'arsenur de gal·li i altres, amb diversos oligoelements dopants, s'utilitzen per produir diferents colors de llum. Un altre tipus de LED utilitza un punt quàntic que pot tenir les seves propietats i longitud d'ona ajustades per la seva mida. Els díodes emissors de llum s'utilitzen àmpliament en funcions d'indicador i visualització, i els LED blancs estan desplaçant altres tecnologies amb finalitats d'il·luminació general.

Diagrama IV per a un díode. Un LED comença a emetre llum quan s'apliquen més de 2 o 3 volts en direcció cap endavant. La regió de polarització inversa utilitza una escala vertical diferent de la regió de polarització directa per mostrar que el corrent de fuga és gairebé constant amb la tensió fins que es produeix una ruptura. En polarització directa, el corrent comença petit però augmenta exponencialment amb la tensió.

## Electroluminescència
La unió p–n de qualsevol material de banda intercalada directa emet llum quan hi passa corrent elèctric. Això és l'electroluminescència. Els electrons creuen de la regió n i es recombinen amb els forats existents a la regió p. Els electrons lliures es troben a la banda de conducció dels nivells d'energia, mentre que els forats es troben a la banda d'energia de valència. Així, el nivell d'energia dels forats és inferior als nivells d'energia dels electrons. Una part de l'energia s'ha de dissipar per recombinar els electrons i els forats. Aquesta energia s'emet en forma de calor i llum.

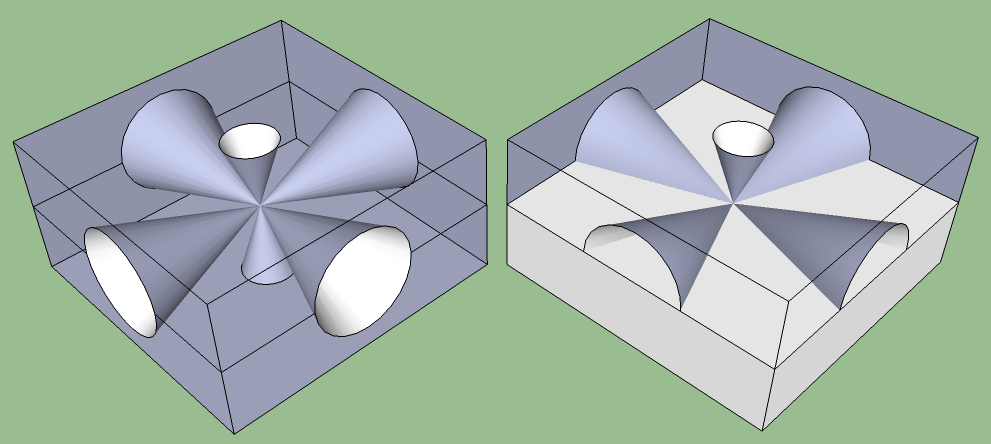
Exemple idealitzat de cons d'emissió de llum en un semiconductor quadrat senzill, per a una sola zona d'emissió de font puntual. La il·lustració de l'esquerra és per a una hòstia translúcida, mentre que la il·lustració de la dreta mostra els mig-cons formats quan la capa inferior és opaca. La llum s'emet per igual en totes les direccions des de la font puntual, però només pot escapar de la superfície del semiconductor en uns pocs graus de perpendicular, il·lustrat per les formes del con. Quan es supera l'angle crític, els fotons es reflecteixen internament. Les àrees entre els cons representen l'energia lluminosa atrapada que es malgasta com a calor.

Com a materials de banda intercalada indirecta, els electrons dissipen energia en forma de calor dins dels díodes de silici cristal·lí i germani, però en els semiconductors de fosfur d'arsenur de gal·li (GaAsP) i de fosfur de gal·li (GaP), els electrons dissipen energia emetent fotons. Si el semiconductor és translúcid, la unió es converteix en la font de llum, convertint-se així en un díode emissor de llum.

## Índex de refracció
Els semiconductors nus no recoberts com el silici presenten un altíssim índex de refracció en relació amb l'aire. Els fotons que s'apropen a la superfície amb un angle massa gran respecte a la perpendicular experimenten una reflexió interna total. Aquesta propietat afecta tant l'eficiència d'emissió de llum dels LED com l'eficiència d'absorció de llum de les cèl·lules fotovoltaiques. L'índex de refracció del silici és de 3,96 (a 590 nm), mentre que l'índex de refracció de l'aire és 1,0002926. En general, un xip semiconductor LED sense recobriment de superfície plana emet només llum que arriba gairebé perpendicular a la superfície del semiconductor, en forma de con que es coneix com a con de llum, con de llum, o con d'escapament. Els fotons que arriben a la superfície de manera més obliqua, amb un angle d'incidència superior a l'angle crític, experimenten una reflexió interna total i tornen a l'interior del cristall semiconductor com si la seva superfície fos un mirall.
Després del dopatge de l'oblia, normalment es talla en matrius individuals. Cada dau s'anomena comunament xip.
Molts xips de semiconductors LED estan encapsulats o encapsulats en plàstic sòlid modelat transparent o de color. L'encapsulació de plàstic té tres finalitats:
1. El muntatge del xip de semiconductors als dispositius és més fàcil d'aconseguir.
2. El petit cablejat elèctric fràgil està suportat físicament i protegit de danys.
3. El plàstic actua com a intermediari refractiu entre el semiconductor d'índex relativament alt i l'aire lliure de baix índex.

## Eficiència i paràmetres de funcionament
| Color | Color           | Interval de longitud d'ona (nm) | Coeficient d'eficiència típic | Eficàcia típica (lm / W) |
| ----- | --------------- | ------------------------------- | ----------------------------- | ------------------------ |
|       | Vermell         | 620 < λ < 645                   | 0,39                          | 72                       |
|       | Vermell-taronja | 610 < λ < 620                   | 0,29                          | 98                       |
|       | Verd            | 520 < λ < 550                   | 0,15                          | 93                       |
|       | Cian            | 490 < λ < 520                   | 0,26                          | 75                       |
|       | Blau            | 460 < λ < 490                   | 0,35                          | 37                       |

## Temps de vida i de fallida
Els dispositius d'estat sòlid, com ara els LED, estan subjectes a un desgast pràcticament negligible si s'utilitzen amb corrents baixes i temperatures baixes. La vida útil típica indicada és de 25.000 a 100.000 hores, però la configuració de calor i corrent poden allargar o escurçar aquest temps de manera significativa. És important tenir en compte que aquestes projeccions es basen en una prova estàndard que potser no accelera tots els mecanismes potencials que poden induir fallades en els LED.
El símptoma més comú de la fallada del LED és la disminució gradual de la sortida de llum. També es poden produir errors sobtats, encara que rars. Els primers LED vermells destacaven per la seva curta vida útil. Amb el desenvolupament de LED d'alta potència, els dispositius estan sotmesos a temperatures d'unió més altes i densitats de corrent més altes que els dispositius tradicionals. Això causa estrès al material i pot provocar una degradació primerenca de la sortida de llum. La vida útil d'un LED es pot donar com a temps d'execució al 70% o al 50% de la sortida inicial.

## Materials
Els LED estan fets amb una varietat de materials semiconductors inorgànics. La taula següent mostra els colors disponibles amb el rang de longitud d'ona, la caiguda de tensió i el material:
| Color | Color        | Longitud d'ona [nm] | Caiguda de tensió [ΔV] | Material semiconductor |
| ----- | ------------ | ------------------- | ---------------------- | --- |
|       | Infrarojos   | λ > 760             | Δ V < 1,63             | Arsenur de gal·li (GaAs) Arsenur d'alumini i gal·li (AlGaAs) |

Espectres LED per a diversos semiconductors

|       | Vermell      | 610 < λ < 760       | 1,63 < Δ V < 2,03      | Arsenur d'alumini i gal·li (AlGaAs) Fosfur d'arsenur de gal·li (GaAsP) Fosfur d'alumini gal·li indi (AlGaInP) Fosfur de gal·li (III) (GaP)                                                                                     |
|       | Taronja      | 590 < λ < 610       | 2,03 < Δ V < 2,10      | Fosfur d'arsenur de gal·li (GaAsP) Fosfur d'alumini gal·li indi (AlGaInP) Fosfur de gal·li (III) (GaP) |
|       | Groc         | 570 < λ < 590       | 2,10 < Δ V < 2,18      | Fosfur d'arsenur de gal·li (GaAsP) Fosfur d'alumini gal·li indi (AlGaInP) Fosfur de gal·li (III) (GaP) |
|       | Verd         | 500 < λ < 570       | 1,9 < Δ V < 4,0        | Verd tradicional:Fosfur de gal·li (III) (GaP) Fosfur d'alumini gal·li indi (AlGaInP) Fosfur d'alumini de gal·li (AlGaP) Verd pur:Nitrur d'indi gal·li (InGaN) / nitrur de gal·li (III) (GaN)                                   |
|       | Blau         | 450 < λ < 500       | 2,48 < Δ V < 3,7       | Selenur de zinc (ZnSe) Nitrur d'indi gal·li (InGaN) Safir sintètic, carbur de silici (SiC) com a substrat amb o sense epitaxia, Silici (Si) com a substrat: en desenvolupament (l'epitaxia del silici és difícil de controlar) |
|       | Violeta      | 400 < λ < 450       | 2,76 < Δ V < 4,0       | Nitrur d'indi gal·li (InGaN) |
|       | Ultraviolada | λ < 400             | 3 < Δ V < 4,1          | Nitrur d'indi gal·li (InGaN) (385-400 nm) Diamant (235 nm) Nitrur de bor (215 nm) Nitrur d'alumini (AlN) (210 nm) Nitrur de gal·li d'alumini (AlGaN) Nitrur d'indi i gal·li d'alumini (AlGaInN): fins a 210 nm                 |
|       | Rosa         | Múltiples tipus     | Δ V ≈3,3               | Blau amb una o dues capes de fòsfor, groc amb fòsfor vermell, taronja o rosa afegit després, blanc amb plàstic rosa, o fòsfors blancs amb pigment o colorant rosa per sobre.                                                   |
|       | Porpra       | Múltiples tipus     | 2,48 < Δ V < 3,7       | LEDs dobles blau/vermell, blau amb fòsfor vermell, o blanc amb plàstic morat |
|       | Blanc        | Ampli espectre      | 2,8 < Δ V < 4,2        | Blanc fresc/pur: díode blau/UV amb fòsfor groc Blanc càlid: díode blau amb fòsfor taronja |